# Felicia Hemans
Felicia Dorothea Hemans (Liverpool, 25 settembre 1793 – Dublino, 16 maggio 1835) è stata una poetessa britannica.
Felicia Hemans ha contribuito al movimento femminista nella cultura nel diciannovesimo secolo. È stata una dei poeti più letti della sua epoca nel mondo di lingua anglofona.
Le sue poesie più note sono	I morti d'Inghilterra e I sepolcri di una famiglia.